# Australasian Plant Disease Notes
Australasian Plant Disease Notes – międzynarodowe, recenzowane czasopismo naukowe publikujące w dziedzinie fitopatologii.
Czasopismo to specjalizuje się publikowaniu krótkich doniesień ze wszystkich krajów, dotyczących wszystkich dziedzin fitopatologii. Doniesienia dotyczyć mogą m.in. nowych miejsc pojawienia się patogenów, nowych patogenów lub nowych ich szczepów, taksonomii, kwarantanny czy metod diagnostycznych.
APDN stanowi oficjalne czasopismo Australasian Plant Pathology Society i wydawane jest przez Springer Publishing. Wychodzi wyłącznie w formie elektronicznej.